# Ioseb Iremashvili
Ioseb Iremashvili (en georgiano: იოსებ ირემაშვილი, en ruso: Иосиф Иремашвили y en alemán: Joseph Iremaschwili) (24 de abril de 1878 en Gori, Georgia, Imperio ruso - 14 de octubre de 1944 en Berlín, Alemania nazi) fue un político menchevique georgiano y autor de las primeras memorias sobre el dictador de la Unión Soviética Iósif Stalin. Amigo de la infancia, y luego adversario político de Stalin, es principalmente conocido por su libro "Stalin und die Tragödie Georgiens" (Berlín, 1932), conocidas como las primeras memorias sobre la niñez y juventud de Stalin, las cuales son de gran aporte para los historiadores. 

## Biografía
Nacido en 1878 en Gori, Georgia, entonces parte del Imperio ruso, tanto Stalin y Iremashvili crecieron en el mismo pueblo y asistieron a la escuela religiosa de la iglesia local y luego de terminada la misma, también al Seminario Teológico de Tiflis. Al igual que Stalin, miembro del Partido Obrero Social Demócrata de Rusia, Iremashvili estuvo involucrado en las actividades revolucionarias en Transcaucasia y se unió a la facción menchevique, la cual se convirtió rápidamente en la fuerza política dominante en Georgia. Después de la Revolución rusa de 1917, trabajó como profesor en Tiflis, enseñando en alguna oportunidad al hijo de Stalin Yákov Dzhugashvili, y fue elegido como miembro de la Asamblea Constituyente de la República Democrática de Georgia en 1919. En octubre de 1921, sesenta y dos mencheviques arrestados, entre ellos Iremashvili, fueron deportados de Georgia. En 1922, habiéndose establecido en Berlín, se involucró en las actividades de emigrados georgianos apoyando la causa de la independencia de Georgia, después de que Alemania violara el Pacto Ribbentrop-Mólotov al invadir la Unión Soviética en 1941. Es cuando se abrió el Frente Oriental y la Unión Soviética se unió a los Aliados. A pesar de las grandes pérdidas humanas y territoriales en el período inicial de la guerra, la Unión Soviética logró detener el avance del Eje en las batallas de Moscú y Stalingrado.

## Memorias
En 1932, publicó, en alemán, sus memorias, "Stalin und die Tragödie Georgiens" ("Stalin y la tragedia de Georgia"). Sus memorias, inmune a la censura soviética, son de gran aporte para los historiadores ya que fueron editadas fuera de la esfera de influencia de Stalin y narra de manera objetiva muchos detalles acerca de la vida cotidiana no publicados en las biografías oficiales soviéticas.
En las mismas, se nombra con especial énfasis el tratamiento brutal a manos de su padre, Vissarión Dzhugashvili. Iremashvili también escribe que el joven Stalin voluntariamente terminó sus estudios en el Seminario, y no fue expulsado por sus actividades revolucionarias marxistas como se afirma en las biografías oficiales del líder soviético. También afirma que ambos progenitores de Stalin, y no solo su madre Yekaterina Gueladze, eran osetios y no georgianos étnicos, como se manifestaba en las biografías oficiales. Según Iremashvili, el joven Stalin se caracterizó por el rencor, la venganza, el engaño, la ambición y la lujuria por el poder.
Las memorias son una fuente vital para los biógrafos de Stalin y fueron utilizadas por el historiador inglés Simon Sebag-Montefiore, para su libro "Llamadme Stalin: La historia secreta de un revolucionario" (Editorial Crítica, 2007). También fueron consultadas por Trotski para su libro "Stalin" (1940), quien se refiere a las mismas:

"Muchas de sus páginas son tan terminantes y convincentes que no dejan lugar a duda. Aun incidentes que parecen cuestionables a primera vista, encuentran confirmación directa o indirecta en memorias oficiales publicadas varios años después. No estará de más añadir que algunas de las conjeturas que yo había hecho basándome en silencios intencionados o expresiones equívocas aparecidos en publicaciones soviéticas encontraban confirmación en el libro de Iremashvili, que tuve ocasión de leer justamente a última hora. Sería un error suponer que en concepto de exiliado y enemigo político, Iremashvili tratara de empequeñecer la figura de Stalin o de pintarla con negros colores. Todo lo contrario, pasa revista a las aptitudes de Stalin casi en triunfo y con exageración notoria; reconoce que Stalin es hombre dispuesto siempre a realizar sacrificios de orden personal por sus ideas, reiteradamente pondera el afecto de Stalin hacia su madre, y pinta su primer matrimonio con trazos conmovedores. Un examen más detenido de estas memorias del antiguo profesor del Instituto de Tiflis produce la impresión de un documento compuesto de varias capas. El cimiento se compone sin duda de los remotos recuerdos de la niñez. Pero esa capa fundamental ha sido sometida a la inevitable elaboración retrospectiva por la memoria y la fantasía, bajo la influencia del actual destino de Stalin y de las opiniones políticas del propio autor. A ello debe agregarse la presencia en las memorias de detalles dudosos, aunque en su esencia insignificantes, que deben adscribirse a un defecto bastante frecuente entre cierto pulimento y retoque "artístico". Y hecha esta advertencia, creo lo mejor apoyarme, a partir de aquí, en las memorias de Iremashvili."